# Arnfinn Röste
Arnfinn Röste, född 25 juni 1949 i Solna, är en svensk entreprenör, som bland annat har arbetat med mobiltelefoni.

## Bakgrund
Röste växte upp i Östersund i Jämtland och började studera teknisk fysik på KTH 1968. Efter studierna började Röste på L M Ericsson, där han senare blev ansvarig för marknadsföring av mobiltelefonsystem i Asien under många år. Mellan 1979 och 1993 hjälpte Röste till med introduktionen av nationella telefoni system i Kina, Japan, Taiwan, Hongkong, Macau, Australien, Nya Zeeland, Singapore, Thailand, Malaysia och Tunisien.
Sedan 1994 arbetar Röste med egna företag, bland annat är han medgrundare i Revenco i Guangzhou i Kina, ett av världens största billingföretag. 1995 blev Röste delägare i Reijmyre Glasbruk och 1998 köpte han Villa Pauli i Djursholm. Han har även varit engagerad i företaget Nordisk Mobiltelefon AB.
Röste har även medverkat till att föra in CDMA2000-standarden i Europa, framför allt för användning på 450 MHz. Han har varit med och startat mobiltelefonoperatörer som använt denna teknik i flera europeiska länder, bland annat i Sverige, Norge, Danmark, Polen, Irland och Island. År 2005 placerades han på plats 12 på tidningen Ny Tekniks lista "Mäktigast i it-Sverige”. Året därpå kom han på plats 19..

### Fotnoter
1. ↑  Swedish Bulletin, vintern 2010[död länk]
2. ↑  Svenska Dagbladet Näringsliv, 27 september 2005
3. ↑  ”Ny Teknik, 25 maj 2005”. Arkiverad från originalet den 4 mars 2016. https://web.archive.org/web/20160304213936/http://www.nyteknik.se/nyheter/it_telekom/allmant/article242868.ece. Läst 27 september 2011.
4. ↑  ”Ny Teknik, 19 september 2009”. Arkiverad från originalet den 8 juni 2011. https://web.archive.org/web/20110608014832/http://www.nyteknik.se/nyheter/it_telekom/allmant/article248918.ece. Läst 27 september 2011.